# Lednica
Lednica (allemand : Lednitz, hongrois : Lednic) est un village de Slovaquie situé dans la région de Trenčín.

## Histoire
La première mention écrite du village date de 1259.

## Démographie

### Évolution de la population
| Année:               | 1994. | 2004.   | 2014.   | 2024.   |
| -------------------- | ----- | ------- | ------- | ------- |
| Nombre de personnes: | 1067  | 1015    | 965     | 894     |
| Différence:          |       | -4,87 % | -4,92 % | -7,35 % |

| Année:               | 2023. | 2024.   |
| -------------------- | ----- | ------- |
| Nombre de personnes: | 908   | 894     |
| Différence:          |       | -1,54 % |